# キンブル・アンダース
キンブル・アンダース（Kimble Anders 1966年9月10日- ）はテキサス州ガルベストン出身のアメリカンフットボール選手。NFLのカンザスシティ・チーフスで1991年から2000年までプレーした。ポジションはフルバック。プロボウルに3回選出されている。

## 経歴
テキサス州ガルベストンで生まれた彼は地元のヒューストン大学に進学し、ランでは261回のキャリーで1,359ヤード、16タッチダウン、レシーブで115回のキャッチで1,718ヤード、11タッチダウンをあげた。
1991年にドラフト外フリーエージェントでカンザスシティ・チーフスに入団、先発95試合を含む124試合に出場し、ブロックとレシーブ能力でチームに貢献した。1994年から1996年と1998年にチーフスのリーディングレシーバーとなっている。1999年9月19日のデンバー・ブロンコス戦で22回のキャリーで自己ベストの142ヤードを走った。2000年10月22日のセントルイス・ラムズ戦では自身2度目の100ヤード越え、2タッチダウンをあげてチームの勝利に貢献した。
2001年にサラリーキャップの節約のためにチームから解雇された。
チーフスではランで通算2,261ヤード（平均4.6ヤード）、9タッチダウンをあげた。また369回のキャッチで2,829ヤードを獲得、9タッチダウンをあげた。369回のキャッチはカンザスシティ・チーフス殿堂入りを果たしているエド・ポドラックを抜いてチームのRBとしては歴代トップ、全体でもチーム歴代5位の記録となっている。
現役引退後はチーフスのアンバサダーを多くの元選手とともに務めている。